# Liste der Nummer-eins-Hits in Deutschland (2003)
Diese Liste enthält alle Nummer-eins-Hits in Deutschland im Jahr 2003. Es gab in diesem Jahr 23 Nummer-eins-Singles und 27 Nummer-eins-Alben.
Die Single- und Albumcharts wurden von Media Control wöchentlich zusammengestellt. Sie berücksichtigten die Verkäufe von Montag bis Samstag einer Woche. Offizieller Veröffentlichungstermin war jeweils der Montag zehn Tage nach dem Ende des Wertungszeitraumes.

## Singles
| ← 2002 ← | Liste der Nummer-eins-Hits in Deutschland | Liste der Nummer-eins-Hits in Deutschland | Liste der Nummer-eins-Hits in Deutschland | 2004 →                    |
| \| Zeitraum \| Wo. ges. \| Interpret \| Titel Autor(en) \| Zusätzliche Informationen \| \| (Zeitraum, Wochen auf Platz eins, Interpret, Titel, Autor[en], zusätzliche Informationen) \| \| \| \| \| \| ----------------------------------------------------------------------------------------- \| -------- \| ------------------------------------- \| ----------------------------------------------------------------------------------------------------------------------------------------------------------------------- \| ------------------------- \| \| 25. November 2002 – 12. Januar 2003 7 Wochen \| 7 \| Die Gerd Show \| Der Steuersong (Las Kanzlern) Francisco Manuel Ruiz Gomez; deutscher Text: Peter Burtz, Elmar Brandt, Michael Kernbach \| – \| \| 13. Januar 2003 – 23. Februar 2003 6 Wochen \| 6 \| Deutschland sucht den Superstar \| We Have a Dream Dieter Bohlen \| – \| \| 24. Februar 2003 – 30. März 2003 5 Wochen \| 5 \| t.A.T.u. \| All the Things She Said Sergey Galoyan, Ivan Nikolaevich Shapovalov, Trevor Charles Horn, Martin Kierszenbaum, Elena Vladimirovna Kiper, Valerij Valentinovich Polienko \| – \| \| 31. März 2003 – 13. April 2003 2 Wochen (insgesamt 3) \| 3 \| Alexander \| Take Me Tonight Dieter Bohlen \| – \| \| 14. April 2003 – 20. April 2003 1 Woche (insgesamt 2) \| 2 \| Daniel K. \| You Drive Me Crazy Dieter Bohlen \| – \| \| 21. April 2003 – 27. April 2003 1 Woche (insgesamt 3) \| 3 \| Alexander \| Take Me Tonight Dieter Bohlen \| – \| \| 28. April 2003 – 4. Mai 2003 1 Woche (insgesamt 2) \| 2 \| Daniel K. \| You Drive Me Crazy Dieter Bohlen \| – \| \| 5. Mai 2003 – 11. Mai 2003 1 Woche \| 1 \| No Angels \| No Angel (It’s All in Your Mind) / Venus Tim Hawes, Pete Kirtley, Liz Winstanley, Robbie van Leeuwen \| – \| \| 12. Mai 2003 – 18. Mai 2003 1 Woche \| 1 \| 50 Cent \| In da Club Michael A. Elizondo Jr., André Romell Young, Curtis James Jackson \| – \| \| 19. Mai 2003 – 29. Juni 2003 6 Wochen \| 6 \| Yvonne Catterfeld \| Für dich (GZSZ-Lovesong) Dieter Bohlen; zusätzlicher Text: Klaus Hirschburger, Lucas Hilbert \| – \| \| 30. Juni 2003 – 6. Juli 2003 1 Woche \| 1 \| RZA feat. Xavier Naidoo \| Ich kenne nichts (das so schön ist wie du) Robert Diggs, Xavier Naidoo, Michael Herberger \| – \| \| 7. Juli 2003 – 10. August 2003 5 Wochen \| 5 \| Outlandish \| Aïcha Musik: Jean-Jacques Goldman; Text: Jean-Jacques Goldman, Khaled Hadj Brahim \| – \| \| 11. August 2003 – 17. August 2003 1 Woche \| 1 \| The Rasmus \| In the Shadows Musik: Lauri Johannes Ylönen, Eero Aleksi Heinonen, Pauli Antero Rantasalmi, Aki Markus Juhani Hakala; Text: Lauri Johannes Ylönen \| – \| \| 18. August 2003 – 24. August 2003 1 Woche \| 1 \| Pur \| Ich denk an dich Ingo Reidl, Hartmut Engler \| – \| \| 25. August 2003 – 31. August 2003 1 Woche \| 1 \| DJ Ötzi feat. Eric Dikeb \| Burger Dance Eric Hoogerheide, Gerhard Friedle, Martin Neumayer \| – \| \| 1. September 2003 – 7. September 2003 1 Woche (insgesamt 2) \| 2 \| Lumidee feat. Busta Rhymes & Fabolous \| Never Leave You (Uh Oooh, Uh Oooh) Steven Michael Marsden, Edwin Z. Perez, Lumidee Cedeño, Teddy Rafael Mendez \| – \| \| 8. September 2003 – 14. September 2003 1 Woche (insgesamt 2) \| 2 \| Martin Kesici \| Angel of Berlin Robin Grubert \| – \| \| 15. September 2003 – 21. September 2003 1 Woche (insgesamt 2) \| 2 \| Lumidee feat. Busta Rhymes & Fabolous \| Never Leave You (Uh Oooh, Uh Oooh) Steven Michael Marsden, Edwin Z. Perez, Lumidee Cedeño, Teddy Rafael Mendez \| – \| \| 22. September 2003 – 28. September 2003 1 Woche (insgesamt 2) \| 2 \| Martin Kesici \| Angel of Berlin Robin Grubert \| – \| \| 29. September 2003 – 5. Oktober 2003 1 Woche \| 1 \| Die Ärzte \| Unrockbar Farin Urlaub \| – \| \| 6. Oktober 2003 – 12. Oktober 2003 1 Woche \| 1 \| Dido \| White Flag Dido Armstrong, Richard W. Nowels Jr., Rollo Armstrong \| – \| \| 13. Oktober 2003 – 9. November 2003 4 Wochen \| 4 \| The Black Eyed Peas \| Where Is the Love? Will Adams, Allan Apll Pineda, Priese Prince Lamont Board, Mike Fratantuno, Justin R. Timberlake, Jaime Luis Gomez, George Pajon \| – \| \| 10. November 2003 – 23. November 2003 2 Wochen \| 2 \| Alexander \| Free Like the Wind Dieter Bohlen \| – \| \| 24. November 2003 – 30. November 2003 1 Woche (insgesamt 2) \| 2 \| Overground \| Schick mir ’nen Engel Mike Michaels, Mark Dollar, Mark Tabak, Sammy Naja, Tariq Jay Khan, O. K. An, Aldjoumma Sissoko \| – \| \| 1. Dezember 2003 – 7. Dezember 2003 1 Woche \| 1 \| Preluders \| Everyday Girl Fredrik Anders Christer Björk, Per Eklund \| – \| \| 8. Dezember 2003 – 14. Dezember 2003 1 Woche (insgesamt 2) \| 2 \| Overground \| Schick mir ’nen Engel Mike Michaels, Mark Dollar, Mark Tabak, Sammy Naja, Tariq Jay Khan, O. K. An, Aldjoumma Sissoko \| – \| \| 15. Dezember 2003 – 21. Dezember 2003 1 Woche \| 1 \| Sarah Connor feat. Naturally 7 \| Music Is the Key Kay Denar, Rob Tyger \| – \| \| 22. Dezember 2003 – 25. Januar 2004 5 Wochen (insgesamt 6) \| 6 \| The Black Eyed Peas \| Shut Up Jaime Luis Gomez, William Adams, George Pajon \| – \| |                                           |                                           | |                           |
| ← 2002 |                                           |                                           | | → 2004 →                  |
| Zeitraum | Wo. ges.                                  | Interpret                                 | Titel Autor(en) | Zusätzliche Informationen |
| (Zeitraum, Wochen auf Platz eins, Interpret, Titel, Autor[en], zusätzliche Informationen) |                                           |                                           | |                           |
| 25. November 2002 – 12. Januar 2003 7 Wochen | 7                                         | Die Gerd Show                             | Der Steuersong (Las Kanzlern) Francisco Manuel Ruiz Gomez; deutscher Text: Peter Burtz, Elmar Brandt, Michael Kernbach                                                  | –                         |
| 13. Januar 2003 – 23. Februar 2003 6 Wochen | 6                                         | Deutschland sucht den Superstar           | We Have a Dream Dieter Bohlen | –                         |
| 24. Februar 2003 – 30. März 2003 5 Wochen | 5                                         | t.A.T.u.                                  | All the Things She Said Sergey Galoyan, Ivan Nikolaevich Shapovalov, Trevor Charles Horn, Martin Kierszenbaum, Elena Vladimirovna Kiper, Valerij Valentinovich Polienko | –                         |
| 31. März 2003 – 13. April 2003 2 Wochen (insgesamt 3) | 3                                         | Alexander                                 | Take Me Tonight Dieter Bohlen | –                         |
| 14. April 2003 – 20. April 2003 1 Woche (insgesamt 2) | 2                                         | Daniel K.                                 | You Drive Me Crazy Dieter Bohlen | –                         |
| 21. April 2003 – 27. April 2003 1 Woche (insgesamt 3) | 3                                         | Alexander                                 | Take Me Tonight Dieter Bohlen | –                         |
| 28. April 2003 – 4. Mai 2003 1 Woche (insgesamt 2) | 2                                         | Daniel K.                                 | You Drive Me Crazy Dieter Bohlen | –                         |
| 5. Mai 2003 – 11. Mai 2003 1 Woche | 1                                         | No Angels                                 | No Angel (It’s All in Your Mind) / Venus Tim Hawes, Pete Kirtley, Liz Winstanley, Robbie van Leeuwen                                                                    | –                         |
| 12. Mai 2003 – 18. Mai 2003 1 Woche | 1                                         | 50 Cent                                   | In da Club Michael A. Elizondo Jr., André Romell Young, Curtis James Jackson                                                                                            | –                         |
| 19. Mai 2003 – 29. Juni 2003 6 Wochen | 6                                         | Yvonne Catterfeld                         | Für dich (GZSZ-Lovesong) Dieter Bohlen; zusätzlicher Text: Klaus Hirschburger, Lucas Hilbert                                                                            | –                         |
| 30. Juni 2003 – 6. Juli 2003 1 Woche | 1                                         | RZA feat. Xavier Naidoo                   | Ich kenne nichts (das so schön ist wie du) Robert Diggs, Xavier Naidoo, Michael Herberger                                                                               | –                         |
| 7. Juli 2003 – 10. August 2003 5 Wochen | 5                                         | Outlandish                                | Aïcha Musik: Jean-Jacques Goldman; Text: Jean-Jacques Goldman, Khaled Hadj Brahim                                                                                       | –                         |
| 11. August 2003 – 17. August 2003 1 Woche | 1                                         | The Rasmus                                | In the Shadows Musik: Lauri Johannes Ylönen, Eero Aleksi Heinonen, Pauli Antero Rantasalmi, Aki Markus Juhani Hakala; Text: Lauri Johannes Ylönen                       | –                         |
| 18. August 2003 – 24. August 2003 1 Woche | 1                                         | Pur                                       | Ich denk an dich Ingo Reidl, Hartmut Engler | –                         |
| 25. August 2003 – 31. August 2003 1 Woche | 1                                         | DJ Ötzi feat. Eric Dikeb                  | Burger Dance Eric Hoogerheide, Gerhard Friedle, Martin Neumayer | –                         |
| 1. September 2003 – 7. September 2003 1 Woche (insgesamt 2) | 2                                         | Lumidee feat. Busta Rhymes & Fabolous     | Never Leave You (Uh Oooh, Uh Oooh) Steven Michael Marsden, Edwin Z. Perez, Lumidee Cedeño, Teddy Rafael Mendez                                                          | –                         |
| 8. September 2003 – 14. September 2003 1 Woche (insgesamt 2) | 2                                         | Martin Kesici                             | Angel of Berlin Robin Grubert | –                         |
| 15. September 2003 – 21. September 2003 1 Woche (insgesamt 2) | 2                                         | Lumidee feat. Busta Rhymes & Fabolous     | Never Leave You (Uh Oooh, Uh Oooh) Steven Michael Marsden, Edwin Z. Perez, Lumidee Cedeño, Teddy Rafael Mendez                                                          | –                         |
| 22. September 2003 – 28. September 2003 1 Woche (insgesamt 2) | 2                                         | Martin Kesici                             | Angel of Berlin Robin Grubert | –                         |
| 29. September 2003 – 5. Oktober 2003 1 Woche | 1                                         | Die Ärzte                                 | Unrockbar Farin Urlaub | –                         |
| 6. Oktober 2003 – 12. Oktober 2003 1 Woche | 1                                         | Dido                                      | White Flag Dido Armstrong, Richard W. Nowels Jr., Rollo Armstrong | –                         |
| 13. Oktober 2003 – 9. November 2003 4 Wochen | 4                                         | The Black Eyed Peas                       | Where Is the Love? Will Adams, Allan Apll Pineda, Priese Prince Lamont Board, Mike Fratantuno, Justin R. Timberlake, Jaime Luis Gomez, George Pajon                     | –                         |
| 10. November 2003 – 23. November 2003 2 Wochen | 2                                         | Alexander                                 | Free Like the Wind Dieter Bohlen | –                         |
| 24. November 2003 – 30. November 2003 1 Woche (insgesamt 2) | 2                                         | Overground                                | Schick mir ’nen Engel Mike Michaels, Mark Dollar, Mark Tabak, Sammy Naja, Tariq Jay Khan, O. K. An, Aldjoumma Sissoko                                                   | –                         |
| 1. Dezember 2003 – 7. Dezember 2003 1 Woche | 1                                         | Preluders                                 | Everyday Girl Fredrik Anders Christer Björk, Per Eklund | –                         |
| 8. Dezember 2003 – 14. Dezember 2003 1 Woche (insgesamt 2) | 2                                         | Overground                                | Schick mir ’nen Engel Mike Michaels, Mark Dollar, Mark Tabak, Sammy Naja, Tariq Jay Khan, O. K. An, Aldjoumma Sissoko                                                   | –                         |
| 15. Dezember 2003 – 21. Dezember 2003 1 Woche | 1                                         | Sarah Connor feat. Naturally 7            | Music Is the Key Kay Denar, Rob Tyger | –                         |
| 22. Dezember 2003 – 25. Januar 2004 5 Wochen (insgesamt 6) | 6                                         | The Black Eyed Peas                       | Shut Up Jaime Luis Gomez, William Adams, George Pajon | –                         |

## Alben
| ← 2002 ← | Liste der Nummer-eins-Alben in Deutschland | Liste der Nummer-eins-Alben in Deutschland | Liste der Nummer-eins-Alben in Deutschland | 2004 →                    |
| \| Zeitraum \| Wo. ges. \| Interpret \| Titel \| Zusätzliche Informationen \| \| (Zeitraum, Wochen auf Platz eins, Interpret, Titel, zusätzliche Informationen) \| \| \| \| \| \| ------------------------------------------------------------------------------ \| -------- \| ------------------------------- \| ---------------------------------------- \| ------------------------- \| \| 23. Dezember 2002 – 5. Januar 2003 2 Wochen (insgesamt 6) \| 6 \| Robbie Williams \| Escapology \| – \| \| 6. Januar 2003 – 12. Januar 2003 1 Woche (insgesamt 12) \| 12 \| Herbert Grönemeyer \| Mensch \| – \| \| 13. Januar 2003 – 27. Januar 2003 2 Wochen (insgesamt 6) \| 6 \| Robbie Williams \| Escapology \| – \| \| 28. Januar 2003 – 16. Februar 2003 3 Wochen \| 3 \| (Soundtrack) \| 8 Mile \| – \| \| 17. Februar 2003 – 23. Februar 2003 1 Woche \| 1 \| Guano Apes \| Walking on a Thin Line \| – \| \| 24. Februar 2003 – 6. April 2003 6 Wochen \| 6 \| Deutschland sucht den Superstar \| United \| – \| \| 7. April 2003 – 20. April 2003 2 Wochen (insgesamt 3) \| 3 \| Linkin Park \| Meteora \| – \| \| 21. April 2003 – 27. April 2003 1 Woche \| 1 \| Wolfsheim \| Casting Shadows \| – \| \| 28. April 2003 – 4. Mai 2003 1 Woche \| 1 \| HIM \| Love Metal \| – \| \| 5. Mai 2003 – 11. Mai 2003 1 Woche (insgesamt 2) \| 2 \| Madonna \| American Life \| – \| \| 12. Mai 2003 – 18. Mai 2003 1 Woche \| 1 \| Alexander \| Take Your Chance \| – \| \| 19. Mai 2003 – 25. Mai 2003 1 Woche (insgesamt 2) \| 2 \| Madonna \| American Life \| – \| \| 26. Mai 2003 – 1. Juni 2003 1 Woche \| 1 \| Marilyn Manson \| The Golden Age of Grotesque \| – \| \| 2. Juni 2003 – 8. Juni 2003 1 Woche \| 1 \| Andrea Berg \| Machtlos \| – \| \| 9. Juni 2003 – 15. Juni 2003 1 Woche \| 1 \| Yvonne Catterfeld \| Meine Welt \| – \| \| 16. Juni 2003 – 27. Juli 2003 6 Wochen \| 6 \| Metallica \| St. Anger \| – \| \| 28. Juli 2003 – 17. August 2003 3 Wochen \| 3 \| Beyoncé \| Dangerously in Love \| – \| \| 18. August 2003 – 24. August 2003 1 Woche \| 1 \| Kraftwerk \| Tour de France Soundtracks \| – \| \| 25. August 2003 – 31. August 2003 1 Woche \| 1 \| The Rasmus \| Dead Letters \| – \| \| 1. September 2003 – 7. September 2003 1 Woche \| 1 \| Shania Twain \| Up! \| – \| \| 8. September 2003 – 14. September 2003 1 Woche \| 1 \| No Angels \| Pure \| – \| \| 15. September 2003 – 21. September 2003 1 Woche \| 1 \| Beginner \| Blast Action Heroes \| – \| \| 22. September 2003 – 5. Oktober 2003 2 Wochen \| 2 \| Pur \| Was ist passiert? \| – \| \| 6. Oktober 2003 – 12. Oktober 2003 1 Woche \| 1 \| Limp Bizkit \| Results May Vary \| – \| \| 13. Oktober 2003 – 19. Oktober 2003 1 Woche \| 1 \| Die Ärzte \| Geräusch \| – \| \| 20. Oktober 2003 – 9. November 2003 3 Wochen (insgesamt 4) \| 4 \| Dido \| Life for Rent \| – \| \| 10. November 2003 – 16. November 2003 1 Woche \| 1 \| R.E.M. \| In Time – The Best of R.E.M. 1988 – 2003 \| – \| \| 17. November 2003 – 23. November 2003 1 Woche (insgesamt 4) \| 4 \| Dido \| Life for Rent \| – \| \| 24. November 2003 – 30. November 2003 1 Woche \| 1 \| Herbert Grönemeyer \| Mensch Live [DVD] \| – \| \| 1. Dezember 2003 – 7. Dezember 2003 1 Woche \| 1 \| Overground \| It’s Done \| – \| \| 8. Dezember 2003 – 25. Januar 2004 7 Wochen \| 7 \| Robbie Williams \| Live Summer 2003 \| – \| |                                            |                                            |                                            |                           |
| ← 2002 |                                            |                                            |                                            | → 2004 →                  |
| Zeitraum | Wo. ges.                                   | Interpret                                  | Titel                                      | Zusätzliche Informationen |
| (Zeitraum, Wochen auf Platz eins, Interpret, Titel, zusätzliche Informationen) |                                            |                                            |                                            |                           |
| 23. Dezember 2002 – 5. Januar 2003 2 Wochen (insgesamt 6) | 6                                          | Robbie Williams                            | Escapology                                 | –                         |
| 6. Januar 2003 – 12. Januar 2003 1 Woche (insgesamt 12) | 12                                         | Herbert Grönemeyer                         | Mensch                                     | –                         |
| 13. Januar 2003 – 27. Januar 2003 2 Wochen (insgesamt 6) | 6                                          | Robbie Williams                            | Escapology                                 | –                         |
| 28. Januar 2003 – 16. Februar 2003 3 Wochen | 3                                          | (Soundtrack)                               | 8 Mile                                     | –                         |
| 17. Februar 2003 – 23. Februar 2003 1 Woche | 1                                          | Guano Apes                                 | Walking on a Thin Line                     | –                         |
| 24. Februar 2003 – 6. April 2003 6 Wochen | 6                                          | Deutschland sucht den Superstar            | United                                     | –                         |
| 7. April 2003 – 20. April 2003 2 Wochen (insgesamt 3) | 3                                          | Linkin Park                                | Meteora                                    | –                         |
| 21. April 2003 – 27. April 2003 1 Woche | 1                                          | Wolfsheim                                  | Casting Shadows                            | –                         |
| 28. April 2003 – 4. Mai 2003 1 Woche | 1                                          | HIM                                        | Love Metal                                 | –                         |
| 5. Mai 2003 – 11. Mai 2003 1 Woche (insgesamt 2) | 2                                          | Madonna                                    | American Life                              | –                         |
| 12. Mai 2003 – 18. Mai 2003 1 Woche | 1                                          | Alexander                                  | Take Your Chance                           | –                         |
| 19. Mai 2003 – 25. Mai 2003 1 Woche (insgesamt 2) | 2                                          | Madonna                                    | American Life                              | –                         |
| 26. Mai 2003 – 1. Juni 2003 1 Woche | 1                                          | Marilyn Manson                             | The Golden Age of Grotesque                | –                         |
| 2. Juni 2003 – 8. Juni 2003 1 Woche | 1                                          | Andrea Berg                                | Machtlos                                   | –                         |
| 9. Juni 2003 – 15. Juni 2003 1 Woche | 1                                          | Yvonne Catterfeld                          | Meine Welt                                 | –                         |
| 16. Juni 2003 – 27. Juli 2003 6 Wochen | 6                                          | Metallica                                  | St. Anger                                  | –                         |
| 28. Juli 2003 – 17. August 2003 3 Wochen | 3                                          | Beyoncé                                    | Dangerously in Love                        | –                         |
| 18. August 2003 – 24. August 2003 1 Woche | 1                                          | Kraftwerk                                  | Tour de France Soundtracks                 | –                         |
| 25. August 2003 – 31. August 2003 1 Woche | 1                                          | The Rasmus                                 | Dead Letters                               | –                         |
| 1. September 2003 – 7. September 2003 1 Woche | 1                                          | Shania Twain                               | Up!                                        | –                         |
| 8. September 2003 – 14. September 2003 1 Woche | 1                                          | No Angels                                  | Pure                                       | –                         |
| 15. September 2003 – 21. September 2003 1 Woche | 1                                          | Beginner                                   | Blast Action Heroes                        | –                         |
| 22. September 2003 – 5. Oktober 2003 2 Wochen | 2                                          | Pur                                        | Was ist passiert?                          | –                         |
| 6. Oktober 2003 – 12. Oktober 2003 1 Woche | 1                                          | Limp Bizkit                                | Results May Vary                           | –                         |
| 13. Oktober 2003 – 19. Oktober 2003 1 Woche | 1                                          | Die Ärzte                                  | Geräusch                                   | –                         |
| 20. Oktober 2003 – 9. November 2003 3 Wochen (insgesamt 4) | 4                                          | Dido                                       | Life for Rent                              | –                         |
| 10. November 2003 – 16. November 2003 1 Woche | 1                                          | R.E.M.                                     | In Time – The Best of R.E.M. 1988 – 2003   | –                         |
| 17. November 2003 – 23. November 2003 1 Woche (insgesamt 4) | 4                                          | Dido                                       | Life for Rent                              | –                         |
| 24. November 2003 – 30. November 2003 1 Woche | 1                                          | Herbert Grönemeyer                         | Mensch Live [DVD]                          | –                         |
| 1. Dezember 2003 – 7. Dezember 2003 1 Woche | 1                                          | Overground                                 | It’s Done                                  | –                         |
| 8. Dezember 2003 – 25. Januar 2004 7 Wochen | 7                                          | Robbie Williams                            | Live Summer 2003                           | –                         |

## Jahreshitparaden
| ← 2002 ← | Liste der Jahres-Nummer-eins-Hits in Deutschland | Liste der Jahres-Nummer-eins-Hits in Deutschland | Liste der Jahres-Nummer-eins-Hits in Deutschland | 2004 →   |
| \| Singles \| Position# \| Alben \| \| -------------------------------------------------------------------------------------------------------------------------------------------------------------------------------- \| --------- \| -------------------------------------- \| \| We Have a Dream Deutschland sucht den Superstar Dieter Bohlen \| 1 \| United Deutschland sucht den Superstar \| \| Take Me Tonight Alexander Dieter Bohlen \| 2 \| 20 Jahre – Nena feat. Nena Nena \| \| Für dich (GZSZ-Lovesong) Yvonne Catterfeld Dieter Bohlen; zusätzlicher Text: Klaus Hirschburger, Lucas Hilbert \| 3 \| Mensch Herbert Grönemeyer \| \| Ich kenne nichts (das so schön ist wie du) RZA feat. Xavier Naidoo Robert Diggs, Xavier Naidoo, Michael Herberger \| 4 \| Escapology Robbie Williams \| \| All the Things She Said t.A.T.u. Sergey Galoyan, Ivan Nikolaevich Shapovalov, Trevor Charles Horn, Martin Kierszenbaum, Elena Vladimirovna Kiper, Valerij Valentinovich Polienko \| 5 \| Up! Shania Twain \| \| Lose Yourself Eminem Marshall B. Mathers, Luis Edgardo Resto, Jeff Bass \| 6 \| Come Away with Me Norah Jones \| \| Aicha Outlandish Musik: Jean-Jacques Goldman; Text: Jean-Jacques Goldman, Khaled Hadj Brahim \| 7 \| Meteora Linkin Park \| \| Where Is the Love? The Black Eyed Peas Will Adams, Allan Apll Pineda, Priese Prince Lamont Board, Mike Fratantuno, Justin R. Timberlake, Jaime Luis Gomez, George Pajon \| 8 \| Live Summer 2003 Robbie Williams \| \| Never Leave You (Uh Oooh, Uh Oooh) Lumidee Steven Michael Marsden, Edwin Z. Perez, Lumidee Cedeño, Teddy Rafael Mendez \| 9 \| Fallen Evanescence \| \| In the Shadows The Rasmus Musik: Lauri Johannes Ylönen, Eero Aleksi Heinonen, Pauli Antero Rantasalmi, Aki Markus Juhani Hakala; Text: Lauri Johannes Ylönen \| 10 \| St. Anger Metallica \| |                                                  |                                                  |                                                  |          |
| ← 2002 |                                                  |                                                  |                                                  | → 2004 → |
| Singles | Position#                                        | Alben                                            |                                                  |          |
| We Have a Dream Deutschland sucht den Superstar Dieter Bohlen | 1                                                | United Deutschland sucht den Superstar           |                                                  |          |
| Take Me Tonight Alexander Dieter Bohlen | 2                                                | 20 Jahre – Nena feat. Nena Nena                  |                                                  |          |
| Für dich (GZSZ-Lovesong) Yvonne Catterfeld Dieter Bohlen; zusätzlicher Text: Klaus Hirschburger, Lucas Hilbert | 3                                                | Mensch Herbert Grönemeyer                        |                                                  |          |
| Ich kenne nichts (das so schön ist wie du) RZA feat. Xavier Naidoo Robert Diggs, Xavier Naidoo, Michael Herberger | 4                                                | Escapology Robbie Williams                       |                                                  |          |
| All the Things She Said t.A.T.u. Sergey Galoyan, Ivan Nikolaevich Shapovalov, Trevor Charles Horn, Martin Kierszenbaum, Elena Vladimirovna Kiper, Valerij Valentinovich Polienko | 5                                                | Up! Shania Twain                                 |                                                  |          |
| Lose Yourself Eminem Marshall B. Mathers, Luis Edgardo Resto, Jeff Bass | 6                                                | Come Away with Me Norah Jones                    |                                                  |          |
| Aicha Outlandish Musik: Jean-Jacques Goldman; Text: Jean-Jacques Goldman, Khaled Hadj Brahim | 7                                                | Meteora Linkin Park                              |                                                  |          |
| Where Is the Love? The Black Eyed Peas Will Adams, Allan Apll Pineda, Priese Prince Lamont Board, Mike Fratantuno, Justin R. Timberlake, Jaime Luis Gomez, George Pajon | 8                                                | Live Summer 2003 Robbie Williams                 |                                                  |          |
| Never Leave You (Uh Oooh, Uh Oooh) Lumidee Steven Michael Marsden, Edwin Z. Perez, Lumidee Cedeño, Teddy Rafael Mendez | 9                                                | Fallen Evanescence                               |                                                  |          |
| In the Shadows The Rasmus Musik: Lauri Johannes Ylönen, Eero Aleksi Heinonen, Pauli Antero Rantasalmi, Aki Markus Juhani Hakala; Text: Lauri Johannes Ylönen | 10                                               | St. Anger Metallica                              |                                                  |          |